# Mesene pullula
Mesene pullula är en fjärilsart som beskrevs av Hans Ferdinand Emil Julius Stichel 1910. Mesene pullula ingår i släktet Mesene och familjen Riodinidae. Inga underarter finns listade i Catalogue of Life.